# Fleix

Fleix este o comună în departamentul Vienne, Franța. În 2009 avea o populație de 154 de locuitori.